# Hyposidérémie
L'hyposidérémie est définie comme la diminution du taux de fer dans le sérum sanguin.
On l'observe dans les anémies par carence.